# 青山湖区
青山湖区（せいざんこ-く）は中華人民共和国江西省南昌市に位置する市轄区。

## 行政区画
- 街道:青山路街道、上海路街道、南鋼街道、站東街道
- 鎮:京東鎮、羅家鎮、湖坊鎮、塘山鎮
- 白水湖管理処、冠山管理処、艾渓湖管理処

## 交通

### 鉄道
- 中国国家鉄路集団
  - 昌景黄線（中国語版）
    - 南昌東駅
- 南昌地下鉄
  - ■1号線
  - ■2号線
  - ■3号線
  - ■4号線

### 道路
- 国道
  - G105国道
  - G316国道